# Gaston-Henri Niewenglowski
Gaston-Henri Niewenglowski, né le 11 février 1871 à Mont-de-Marsan et mort le 28 janvier 1953 à Plougrescant, est un photographe, médecin  et écrivain de vulgarisation français.

## Biographie
Gaston-Henri Niewenglowski est le fils de Boleslas Niewenglowski (1846-1934), professeur de mathématiques, rédacteur en chef du “Bulletin de mathématiques spéciales” et inspecteur général de l’instruction publique. Il fait ses études au lycée Louis Le Grand avant d’entrer à la faculté des Sciences et à la faculté de Médecine de Paris. Il obtient son doctorat de médecine intitulé Les mathématiques et la médecine en 1906.
Gaston-Henri Niewenglowski est à l'origine de la société des amateurs photographiques et fonde, dès 1892 à 21 ans, la revue "La photographie". Le mensuel vise un public large. Albert Reyner devient rapidement le rédacteur en chef. La revue absorbe "Les Annales photographiques et vélocipédiques" de Beleurgey de Raymond en 1895. Albert Reyner quitte "La Photographie" en 1896, remplacé par L. Tranchant et Louis-Philippe  Clerc, mais il revient en 1898 aidé par Achille Delamarre à compter de 1902. En 1903 le périodique devient plus luxueux avec l’éditeur H. Desforges.  En difficulté, il fusionne avec la "Revue des sciences photographiques" de Charles Mendel en 1907. Niewenglowski se retire en 1908. Mendel fusionne le titre avec "La photographie des couleurs".
En parallèle Niewenglowski est rédacteur d'articles de vulgarisation pour de nombreuses revues dont “La Nature”, “La Vie Scientifique”, “La Revue de Photographique” etc.
De 1892 à la première guerre mondiale, il rédige un très grand nombre d'ouvrages de photographie en particulier sur la photographie des couleurs : la photographie interférentielle de Gabriel Lippmann inventé en 1891, les clichés trichromes puis les autochromes des frères Lumière. Il publie également sur le radium et la tuberculose. Il rédige un dictionnaire de médecine en 1921.
Vers 1900, il est préparateur de chimie à la Faculté des Sciences de Paris, puis il est professeur de physique au lycée Carnot de Tunis en 1909.

## Publications majeures
- 1893 avec Albert Reyner, La Photographie en 1892, première exposition internationale de photographie, progrès de la chromophotographie, union nationale des sociétés photographiques de France, enseignement de la photographie, etc. Paris : C. Mendel, 1893, 131 p. (lire en ligne.
- 1894 Dictionnaire Photographique. Paris : Charles Mendel Éditeur, 328 pages[3].
- 1895 avec Armand Ernault, Les couleurs et la photographie : reproduction photographique directe et indirecte des couleurs. Paris : Société d'éditions scientifiques, 370 pages[4].
- 1898 Technique et applications des rayons X : traité pratique de radioscopie  et de radiographie, Paris : Radiguet, 162 pages
- 1899 
  - Chimie des manipulations photographiques, Paris : Gauthier-Villars, deux volumes 241 et 204 pages.
  - La Lutte contre la tuberculose, Paris : Société d'éditions scientifiques, 42 pages.
- 1904 Le radium : luminescence, rayons cathodiques et rayons X, Paris : C. Mendel, 96 pages.
- 1905 Traité élémentaire de photographie pratique, Paris : Garnier frères, 420 pages.
- 1906 :
  - Les mathématiques et la médecine, thèse de médecine, Paris, 70 pages.
  - Pratique des projections lumineuses, Paris : H. Desforges, 63 pages.
- 1909 Traité pratique de photographie des couleurs, Paris : Garnier frères, 376 pages.
- 1921 avec le docteur Desesquelle, Dictionnaire pratique de médecine et d'hygiène, Paris : Garnier frères, 886 pages.